# Круглое (Воронежская область)
Круглое — село Каширского района Воронежской области. Административный центр Круглянского сельского поселения.

## География
Расположено в северной Круглянского сельского поселения.

## История
Село было основано в 1665 году, когда в Москве взбунтовались крепостные крестьяне купца Круглова. Бунт был подавлен, а зачинщиков вместе с семьями выслали под Воронеж, в леса. К середине 1665 года сюда приехало 7 семей, которые образовали здесь 7 хуторов.

## Животный и растительный мир
Фитоценозы села Круглого представлены растительностью лесных, болотных, лугово-степных и сельскохозяйственных сообществ. Распространены типчаково-ковыльные степи на месте вырубленных лесов.
Большую часть территории занимают сосновые и широколиственно-сосновые леса. В лесу встречаются заросли дикого терна, бересклета, клёна, встречаются рябины, дикие груши, дикие яблони.
Животный мир региона в районе села представляет собой типичную фауну русской лесостепной зоны, обедненную вследствие сведения лесов и интенсивного использования земель под сельскохозяйственные нужды и строительство.

## Население
| 1859 | 1897  | 2010 |
| ---- | ----- | ---- |
| 1571 | ↗1823 | ↘826 |

## Улицы
- ул. 50 лет Победы,
- ул. К. Маркса,
- ул. Ленина,
- ул. Лесная,
- ул. Советская,
- ул. Солнце Свободы,
- пр. Революции,
- пер. Хмелеводческий